# Cyrus West Field

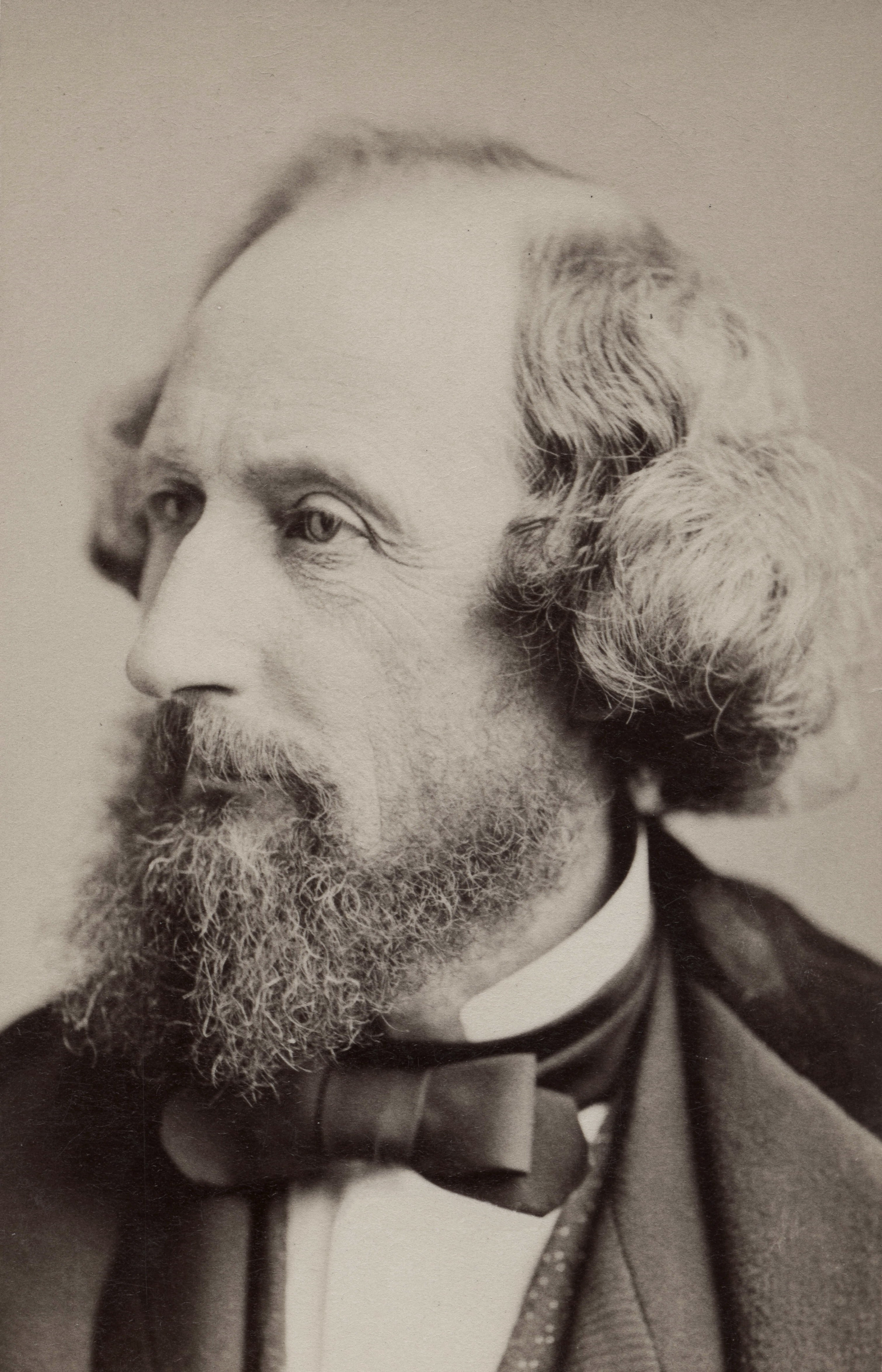
Cyrus West Field

Cyrus West Field (ur. 30 listopada 1819 Stockbridge, zm. 11/12 lipca 1882) – amerykański biznesmen i twórca pierwszego kablowego połączenia telegraficznego między Europą a Stanami Zjednoczonymi Ameryki w 1858 roku oraz twórca Atlantic Telegraph Company.
Cyrus West Field był kupcem w Nowym Jorku i w krótkim czasie stał się zamożny. W 1853 roku zainteresował się telegrafią transoceaniczną i nabytym przez rząd Nowej Fundlandii wyłącznym prawem do położenia kabla z USA do Europy. Od tego czasu poświęcił swoje życie temu przedsięwzięciu i jemu w dużej części zawdzięczamy pierwszy sukces na tym polu. Wraz z bratem i czterema innymi partnerami biznesowymi zaryzykował ograniczenie się do środków własnych tego przedsiębiorstwa. Cyrus West Field towarzyszył wyprawom z 1857 i 1858 roku i wziął również udział w wyprawach w 1865 i 1866 roku czym znacząco przyczynił się do ostatecznego sukcesu firmy. Również w następne lata poświęcił Field swojemu zainteresowaniu podwodnym telegrafem i 1871 był jednym z głównych propagatorów linii przez Pacyfik i Hawaje do Chin i Japonii.